# Judith Merril
Judith Merril este pseudonimul scriitoarei americano-canadiene Judith Josephine Grossman (n. 21 ianuarie 1923, Boston, Massachusetts, SUA – d. 12 septembrie 1997, Toronto, Ontario, Canada). A scris romane science fiction ca Shadow on the Hearth (1950), Gunner Cade (1952), The Tomorrow People (1960)
Gary K. Wolfe, profesor de științe umaniste și de engleză la Universitatea Roosevelt, identifică introducerea termenului noul val în științifico-fantastic în 1966, într-un eseu scris pentru revista Fantasy and Science Fiction de Judith Merril.  Merril a folosit termenul pentru a se referi la ficțiunea experimentală care a început să apară în revista engleză New Worlds după ce Michael Moorcock a devenit editor în 1964. Merrill a popularizat mai târziu acest tip de ficțiune în Statele Unite prin intermediul antologiei sale England Swings SF: Stories of Speculative Fiction (Doubleday 1968), deși o antologie anterioară (Dangerous Visions editată de Harlan Ellison, Doubleday 1967) a netezit calea pentru antologia lui Merril.

## Premii
- Cordwainer Smith Rediscovery Award, în 2016

## Vezi și
- Listă de scriitori de literatură științifico-fantastică
- Cyril Judd
- Listă de autori de literatură științifico-fantastică
- Listă de oameni din statul Massachusetts
- Listă de editori de literatură științifico-fantastică
- Noul val (științifico-fantastic)
- Istoria științifico-fantasticului